# Yukio Sakaguchi
Yukio Sakaguchi (坂口 征夫, Sakaguchi Yukio), né le 26 juillet 1973 à Tokyo, est un pratiquant d'arts martiaux mixtes et un catcheur (lutteur professionnel) japonais, qui travaille actuellement à la Dramatic Dream Team (DDT).
Il est le fils du judoka et catcheur Seiji Sakaguchi et commence à faire des combats d'arts martiaux mixtes principalement à la Pancrase. Il devient catcheur en 2012 et lutte principalement à la Dramatic Dream Team.

## Jeunesse
Yukio est le fils du judoka et catcheur Seiji Sakaguchi et apprend le judo auprès de son père. Il envisage de devenir catcheur mais pense être trop petit et trop léger pour faire carrière. Il décide alors de poursuivre ses études et obtient un diplôme d'ingénieur en génie civil. Il travaille ensuite dans une entreprise de construction.

## Carrière de combattant d'arts martiaux mixtes

### Pancrase
Le 22 août 2006, la Pancrase annonce que Sakaguchi va faire ses débuts en arts martiaux mixtes le 16 septembre durant Pancrase Blow 7 face à Akihiro Ono. Il en sort vainqueur en mettant KO Ono au 2e round après plusieurs coups de genou. Il doit lutter à nouveau le 2 décembre mais il se fracture un orteil à l'entrainement début novembre.
Son second combat face au sud coréen Hyung Suk Choi se conclut par une défaite par KO après un crochet du gauche de Choi après moins de deux minutes.

## Carrière de catcheur

### Dramatic Dream Team
Le 28 novembre, il perd le titre contre Isami Kodaka. Le 11 décembre 2016, Sakaguchi, Kudo et Takanashi battent Damnation (Daisuke Sasaki, Mad Paulie et Tetsuya Endo) et remportent les KO-D Six Man Tag Team Championship.
Le 9 janvier 2017, lui et Masakatsu Funaki battent Konosuke Takeshita et Mike Bailey et remportent les KO-D Tag Team Championship.
Le 20 juin, lui, Saki Akai et Kazusada Higuchi battent DAMNHEARTS (El Lindaman, T-Hawk et Tetsuya Endo) et remportent les KO-D Six Man Tag Team Championship,.

## Palmarès

### En arts martiaux mixtes
| 13 combats     | 6 victoires | 7 défaites |
| Par KO         | 3           | 3          |
| Par soumission | 2           | 4          |
| Sur décision   | 1           | 0          |

| Résultat | Record | Adversaire              | Méthode                                     | Événement                                               | Date              | Round | Temps | Lieu     | Notes |
| -------- | ------ | ----------------------- | ------------------------------------------- | ------------------------------------------------------- | ----------------- | ----- | ----- | -------- | ----- |
| Défaite  | 6-7    | Takafumi Ito            | Soumission (clé de bras)                    | Pancrase 252 - 20th Anniversary                         | 29 septembre 2013 | 2     | 1:28  | Yokohama |       |
| Victoire | 6-6    | Jin Suk Jun             | Décision unanime                            | World Victory Road Presents: Soul of Fight              | 30 décembre 2010  | 1     | 5:00  | Tokyo    |       |
| Défaite  | 5-6    | Kotetsu Boku (en)       | KO (coups de poing)                         | Shooto: Revolutionary Exchanges 3                       | 23 novembre 2009  | 1     | 1:54  | Tokyo    |       |
| Victoire | 5-5    | Jae Suk Lee             | Soumission (étranglement arrière)           | Gladiator: Japan & Korea International Friendship Rally | 3 novembre 2009   | 1     | NC    | Okayama  |       |
| Défaite  | 4-5    | Satoru Kitaoka (en)     | Soumission (compression du talon d'Achille) | Pancrase: Changing Tour 3                               | 7 juin 2009       | 1     | 1:26  | Tokyo    |       |
| Défaite  | 4-4    | Andy Ologun (en)        | KO (coups de poing)                         | Fields Dynamite!! 2008                                  | 31 décembre 2008  | 1     | 3:52  | Saitama  |       |
| Victoire | 4-3    | Yuichi Ikari            | KO (coups de poing)                         | Pancrase: Shining 9                                     | 26 octobre 2008   | 1     | 0:21  | Tokyo    |       |
| Victoire | 3-3    | Masakazu Kuramochi (en) | KO (soccer kick)                            | Pancrase: Shining 5                                     | 1er juin 2008     | 1     | 2:01  | Tokyo    |       |
| Défaite  | 2-3    | Wataru Takahashi        | Soumission (clé de bras)                    | Pancrase: Shining 3                                     | 27 avril 2008     | 1     | 4:23  | Tokyo    |       |
| Défaite  | 2-2    | Asaki Honda             | Soumission (Heel hook (en))                 | Pancrase: Rising 8                                      | 14 octobre 2007   | 1     | 0:52  | Tokyo    |       |
| Victoire | 2-1    | Ki Seok Choi            | Soumission (étranglement arrière)           | Pancrase: 2007 Neo-Blood Tournament Finals              | 27 juillet 2007   | 1     | 0:44  | Tokyo    |       |
| Défaite  | 1-1    | Hyung Suk Choi          | KO (coups de poing)                         | Pancrase: Rising 4                                      | 27 avril 2007     | 1     | 1:51  | Tokyo    |       |
| Victoire | 1-0    | Akihiro Ono             | KO (copus de genou)                         | Pancrase: Blow 7                                        | 16 septembre 2006 | 2     | 2:47  | Tokyo    |       |

### En catch
- All Japan Pro Wrestling
  - 1 fois All Asia Tag Team Championship avec Hideki Okatani (en)
- Dramatic Dream Team
  - 1 fois Ironman Heavymetalweight Championship
  - 8 fois KO-D Six Man Tag Team Championship avec Kudo et Masa Takanashi/Masahiro Takanashi (7) et Saki Akai et Kazusada Higuchi (1, actuel)
  - 1 fois KO-D Openweight Championship
  - 3 fois KO-D Tag Team Championship avec Hikaru Sato (1), Masakatsu Funaki (1) et Kazusada Higuchi (1, actuel)
  - King of DDT (2015)
  - Right to Challenge Anytime, Anywhere Contract (2013)

## Récompenses des magazines
- Pro Wrestling Illustrated

| Année | 2016 | 2017 |
| ----- | ---- | ---- |
| Rang  | 285  | 297  |